# رینهولد کسکول
رینهولد کسکول (استونیایی: Reinhold Kesküll; ۲۶ نوامبر ۱۹۰۰ – ۱۹۴۲) دونده سرعت اهل استونی بود.
وی در مسابقات ۱۰۰ متر، ۲۰۰ متر و ۴۰۰ متر بازی‌های المپیک تابستانی ۱۹۲۴ شرکت کرده‌بود